# Linganahalli, Malur
Linganahalli là một làng thuộc tehsil Malur, huyện Kolar, bang Karnataka, Ấn Độ.